# Horst Schnellhardt
Kurt Oswald Horst Schnellhardt (* 12. Mai 1946 in Rüdigershagen) ist ein deutscher Politiker (CDU). Er war von 1994 bis 2014 Mitglied des Europäischen Parlaments.

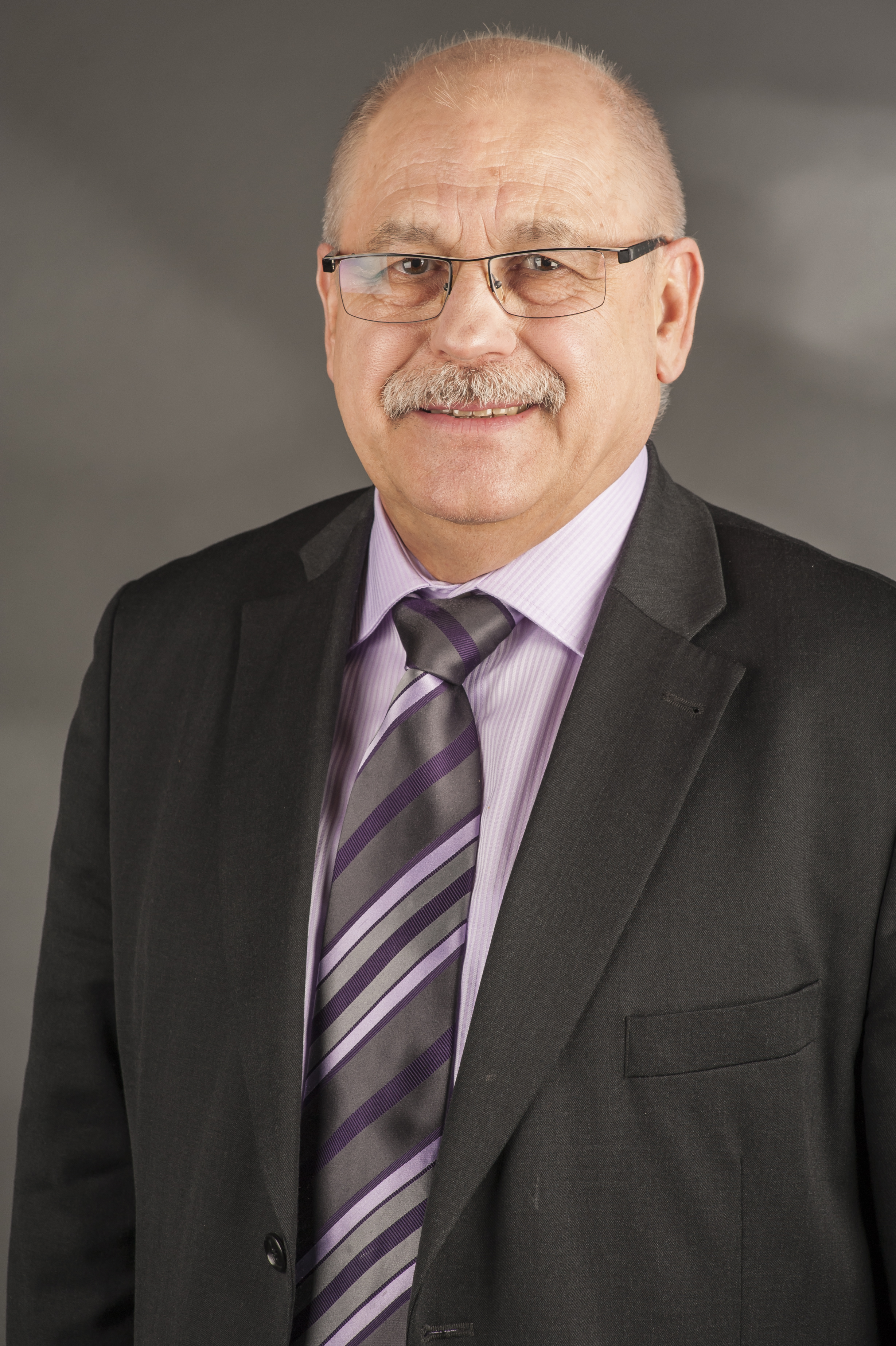
Horst Schnellhardt (2014)

## Leben und Beruf
Nach dem Abitur absolvierte Schnellhardt ein Studium der Tiermedizin und war danach von 1970 bis 1990 als Tierarzt in Halberstadt tätig. 1984 erfolgte seine Promotion (Promotion A) zum Dr. med. vet. an der Universität Leipzig mit der Arbeit „Einfluss der Relaxation mit Sukzinylcholinchlorid vor der Schlachtung auf Muskelstoffwechsel und Fleischqualität beim Schwein“. Seit 1986 ist Schnellhardt Fachtierarzt für Lebensmittelhygiene. 1990 wurde er Kreistierarzt des Kreises Halberstadt und übernahm im Mai 1990 auch die Leitung des Kreisveterinäramtes.

## Politik
Schnellhardt war seit 1971 Mitglied der DDR-Blockpartei DBD. 1990 wechselte er in die CDU und war von 1992 bis 1994 Vorsitzender des CDU-Kreisverbandes Halberstadt. Seit 1993 gehört er dem CDU-Landesvorstand von Sachsen-Anhalt an.
Von 1990 bis 1994 war Schnellhardt Mitglied des Landtages von Sachsen-Anhalt und dort von 1992 bis 1994 Vorsitzender des Fraktionsarbeitskreises Bundes- und Europaangelegenheiten sowie Mitglied des Vorstandes der CDU-Landtagsfraktion.
Schnellhardt wurde 1994 Mitglied des Europäischen Parlaments. Dort war er Mitglied des Ausschusses für Umweltfragen, Volksgesundheit und Lebensmittelsicherheit und der Delegation in der Paritätischen Parlamentarischen Versammlung AKP-EU. Von 2009 bis 2014 war er der einzige Abgeordnete, der Sachsen-Anhalt im Europäischen Parlament vertrat.
Stellvertreter war er im Entwicklungsausschuss und in der Delegation für die Beziehungen zu den Ländern Südasiens.
Alle seine Wortmeldungen im EU-Parlament sind online im Archiv abrufbar.
Schnellhardt war Berichterstatter des Europäischen Parlaments für die EU-Verordnungen über Lebensmittelhygiene und Spirituosen sowie für die EU-Richtlinie über Schokolade 2000/36/EG, die in Deutschland durch die Kakao- und Schokoladenverordnung umgesetzt wurde.

### Schnellhardt-Kompromiss
Im „Wodka-Krieg“ der EU gab es vor 2006 erbitterte Diskussionen in der Europäischen Union darüber, ob Getränke, die nicht aus Getreide oder Kartoffeln destilliert wurden, als „Wodka“ bezeichnet werden dürfen.
Auslöser war der Getränkekonzern Diageo, der sein Getränk „Cîroc vodka“ ausschließlich aus Weintrauben herstellt. Die Regierungen der Staaten des EU-„Wodka-Gürtels“ argumentierten, dass Wodka ausschließlich aus Getreide oder Kartoffeln, sowie Rübenzucker und Melasse hergestellt werden dürfe.
Dagegen wandten sich viele andere EU-Regierungen.
Der Schnellhardt-Kompromiss, vorgeschlagen und durchgesetzt von Horst Schnellhardt, legte schließlich fest, dass Wodka auch aus anderen Lebensmitteln hergestellt werden kann, dann aber als „Wodka produziert aus …“ deklariert werden muss.

### Mitgliedschaften
Schnellhardt ist Mitglied der Europa-Union Parlamentariergruppe Europäisches Parlament.

### Kulturelles Engagement
Im Jahr 2006 übernahm Schnellhardt die Schirmherrschaft über die Europäische Chornacht, die in Magdeburg zumeist in der Zeit um den Europatag stattfindet.